# Closterocerus promecothecae
Closterocerus promecothecae is een vliesvleugelig insect uit de familie Eulophidae. De wetenschappelijke naam is voor het eerst geldig gepubliceerd in 1931 door Ferrière.